# Sydafrikas sannings- och försoningskommission
Sydafrikas sannings- och försoningskommission (engelska Truth and Reconciliation Commission, förkortat TRC) var ett domstolsliknande organ som bildades i Sydafrika efter avskaffandet av apartheid. Personer som ansåg sig ha varit offer för våld fick tala inför kommissionen och personer som begått våldshandlingar fick ge vittnesmål och be om amnesti. Kommissionen leddes av ärkebiskop Desmond Tutu.